# Klimbos

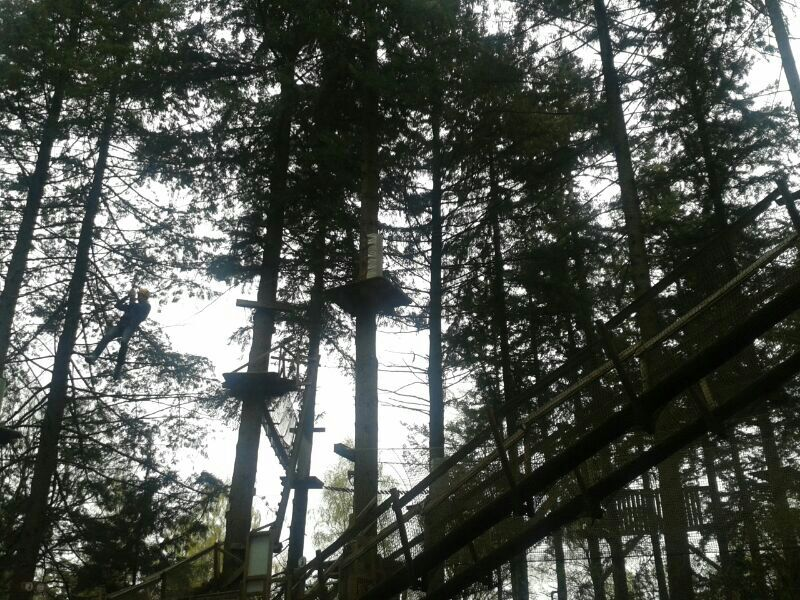
Klimbos

Een klimbos is een bos waarin met behulp van touwen, kabels en houten platforms routes zijn uitgezet door de bomen.
Wanneer men een klimuitrusting draagt kan men de routes door de bomen volgen. De routes variëren in hoogte, lengte en moeilijkheidsgraad. Voordat een route wordt afgelegd krijgt men altijd instructie door een ervaren klim-instructeur. Dit omdat men te allen tijde gezekerd moet zijn als men de route aflegt, en deze zekering vakkundig dient te gebeuren.
Klimbossen of -parken zijn met name populair in Frankrijk. Het land telt circa 300 klimparken. Ook in Nederland en België wint deze vrijetijdsbesteding aan populariteit. 